# Andromeda (A come Andromeda)
Andromeda è un personaggio televisivo co-protagonista della miniserie televisiva britannico del 1961 A for Andromeda, del sequel, dei remake e dei romanzi da essa tratti, scritti da Fred Hoyle e John Elliot.

## Storia
Andromeda è una creatura aliena, nata all'interno di un sintetizzatore biologico, grazie alle informazioni fornite dal super calcolatore costruito dal dottor John Fleming e dall'ingegner Dennis Bridger sulla base di un messaggio radio proveniente dalla galassia di Andromeda, captato all'osservatorio di Bouldershaw Fell e costruito alla base missilistica di Thorness. 
La ragazza ad esclusione del colore dei capelli ha le sembianze di Christine Flemstad, un'assistente della famosa biologa Madeleine Dawnay, precedentemente morta folgorata dai terminali del calcolatore, e la sua creazione è il frutto della sinergia tra il calcolatore ed i dati immessi dagli esseri umani.
La ragazza si dimostra intelligentissima e sia i militari che il Governo britannico ritengono di poterla utilizzare per i loro scopi ma la sua nascita suscita dubbi e perplessità in Fleming, il quale ritiene che Andromeda sia in realtà un'inviata da parte di un'intelligenza superiore che intende impadronirsi della Terra e tali dubbi erano emersi anche in precedenza, quando, grazie alle informazioni fornite dal calcolatore, la dottoressa Dawnay era riuscita a creare una cellula ed egli aveva tentato invano di metterla in guardia sulla pericolosità delle possibili conseguenze.

La nascita di Andromeda

L'ostilità di Fleming è notata da Andromeda, la quale riconosce nello scienziato la capacità di comprendere lo scopo della sua creazione, tanto da rivelarglielo, mettendolo inoltre in guardia sul fatto che il tentativo da parte sua di fermarla sarà fermato e, probabilmente, non privo di conseguenze. Fleming tuttavia comprende che la natura umana di Andromeda la rende vulnerabile e soprattutto che il calcolatore potrebbe fare a meno di lei, cominciando inoltre a provare un sentimento che lentamente sembrerebbe essere ricambiato.
La svolta avviene quando Fleming inserisce nel calcolatore la formula invertita di Andromeda, facendogli credere che la creatura sia morta; ella, allo scopo di dimostrare di essere ancora viva, afferra i suoi due terminali rimanendo ustionata alle mani, guarendo completamente però dopo pochissimo tempo. Il motivo della sua guarigione è un enzima elaborato dal calcolatore che viene immediatamente sintetizzato ed il Governo vorrebbe sfruttarlo commercialmente, fornendo l'informazione all'Intel, un trust fuorilegge che spiava gli studi di Fleming e Bridger, sollevando lo sdegno di tutta l'équipe di scienziati e di Judy Adamson, un agente del servizio segreto britannico, incaricata di sorvegliare sulla sicurezza di Andromeda.
La morte della dottoressa Dawnay a causa dell'enzima svela in modo drammatico le conseguenze letali sugli esseri umani se questo fosse stato posto in commercio e convince definitivamente anche il professor Ernest Reinhart ed il sottosegretario J. M. Osborne sulla teoria di Fleming, il quale viene fatto oggetto di un tentativo di omicidio da parte di Andromeda, che non riesce più a gestire un sentimento che anch'essa sembra iniziare a provare con l'obiettivo della sua "missione" e lo scienziato comprende che, a causa di questo, il calcolatore presto eliminerà anche lei, in quanto ritenuta ormai inutile per i suoi scopi.
La possibile minaccia viene concretizzata ed Andromeda viene indotta ad afferrare nuovamente i terminali del calcolatore, esattamente come avvenuto con Christine, rimanendo folgorata. La reazione di Fleming è immediata e, trovandosi nell'edificio del calcolatore per tentare di riprogrammarlo, rendendolo controllabile dagli umani, decide di distruggerlo e, dopo essere rientrato non visto nella sua stanza, inaspettatamente trova Andromeda, libera dall'influenza del calcolatore ma spaurita e abbandonata in un mondo non suo. 
Fleming le chiede di distruggere il messaggio, allo scopo di impedire che il calcolatore venga ricostruito, rendendola definitivamente libera ed "umana" e, dopo un iniziale rifiuto, ella accetta di farlo, essendo in possesso della chiave della cassaforte dove questo è contenuto.
La distruzione del messaggio con il fuoco causa la messa in stato di allarme della base ed Andromeda viene creduta responsabile dai militari anche della distruzione del calcolatore e questi iniziano ad inseguirla sparando; ella cerca di scappare, seguita anche da Fleming e Judy, ma, giunta sul bordo di una scogliera, terrorizzata ed incapace di accettare una realtà tanto diversa dalla propria decide di uccidersi lanciandosi nel vuoto.

## Adattamenti e sequel
Il romanzo e lo sceneggiato televisivo britannico, dove Andromeda è interpretata da Julie Christie, sono stati seguiti dalla serie televisiva britannica The Andromeda Breakthrough, diretto da John Elliot e John Knight, interpretata da Susan Hampshire e dallo sceneggiato televisivo italiano del 1972 A come Andromeda, per la regia di Vittorio Cottafavi, interpretata da Nicoletta Rizzi, mentre nel 2006 è stato realizzato il film tv britannico A for Andromeda, diretto da John Strickland, dove Andromeda è interpretata da Kelly Reilly, mentre il nome del personaggio umano Christine Flemstad è qui modificato in Christine Jones.